# Achelia simplissima
Achelia simplissima is een zeespin uit de familie Ammotheidae. De soort behoort tot het geslacht Achelia. Achelia simplissima werd in 1939 voor het eerst wetenschappelijk beschreven door Hilton. 